# Rapports des droits d'accès
Reporting des droits d'accès
RDA est l'abréviation de l'expression Rapports (Reporting) des Droits d'Accès. Il se présente sous la forme d'un formulaire dans lequel sont regroupés l'ensemble des accès informatiques et le niveau de droits des employés de la société en question. Elles sont disponibles la plupart du temps pour chaque employé ou parfois par groupe d'employé s'ils disposent exactement tous des mêmes accès.
Cette fiche est un gage de sécurité et ce plus particulièrement dans le domaine de la finance dans lequel l'enjeu des accès est un point extrêmement sensible.
Afin de pallier ces problèmes de gestion des droits et des accès, les entreprises sont amenées à développer des Rapports des Droits d'Accès.

## Contexte
Cette expression résulte des changements du contexte économique, social et technologique dans lequel les entreprises évoluent. En effet, face à l'évolution du marché, les besoins des entreprises évoluent et afin de s'adapter, les mouvements internes des collaborateurs s'accélèrent.
Aussi, les entreprises structurent et utilisent de plus en plus un système d'information étendu, avec de nombreuses applications demandant toujours plus l'attribution de droits et d'accès différenciés. Il est donc difficile pour une entreprise d'obtenir à un moment déterminé une cartographie de ses collaborateurs et de l'ensemble de leurs droits.

## Evolution des droits
Pour être efficace, la mise à jour de cette fiche doit s’effectuer dès l'intégration d'un nouveau projet nécessitant l'attribution de droits par catégories d'utilisateurs.
Il est impératif de mettre à jour ce reporting en temps réel, dès que des nouveaux droits sont accordés ou révoqués, sans cela Il ne pourra pas être utilisé comme référence et perdra l'intégrité de sa raison d'exister.
Ces fiches seront utilisées notamment dans le processus d'arrivée des collaborateurs car il permet de déterminer quelles seront les autorisations affecter à un utilisateur en lui attribuant un profil.

## Mise en œuvre
Il doit être couplé à l'utilisation Contrôle d'accès logique afin de garantir l'application de ces droits à l'utilisateur ciblé.